# Ta Municipality
Ta Municipality är en kommun i Mikronesiska federationen.   Den ligger i delstaten Chuuk, i den västra delen av landet, 500 km väster om huvudstaden Palikir. Antalet invånare är 253.
Följande samhällen finns i Ta Municipality:
- Ta Village